# Grebeni Hermanfi László

Grebeni Hermanfi László alnádornak a címere

Grebeni Hermanfi László (fl. 1430–1490) a Magyar Királyság alnádora 1486 és 1490 között, szlavóniai vicebán 1467 ás 1470, majd 1473 és 1475 között, jómódú földbirtokos.

## Élete
Egy jómódú szlavóniai nemesi családban született, amely a nemesi előnevét a Varasd vármegyei Grebenvár után használta. Apja Gereben-i Loránd fia Herman (fl. 1424–1450), földbirtokos, anyja Ilona asszony (fl. 1450–1451). Hermanfi Lászlónak a fivére Gerebeni Hermanfi István (fl. 1443–1453), földbirtokos, akinek a neje Batthyány Margit (fl. 1435–1465) volt. Leszámítva a Maróti Mátyus szolgálatában feltételezhetően eltöltött rövid időt, Hermanfi László egyáltalán nem vállalt familiárisi szolgálatot. A vicebáni hivatalt ugyanis, mint alább látni fogjuk, csak komoly megszorításokkal lehet a hagyományos familiaritás keretei közé illeszteni. Hermanfi László, úgy látszik, egyébként sem lelte kedvét a katonáskodásban, és 1485-ben veje, Battyány Boldizsár kérésére Mátyás magyar király végleg felmentette mindenféle katonai szolgálat alól.
Természetesen Hermanfi László, bár nem familiárisként, a legváltozatosabb módokon került kapcsolatba a tágabb régióban birtokos főurakkal, és általában meg is találta velük a hangot. A szlavóniai eredetű Csupor Miklóssal közösen kapott adományt, és a jó viszony azután is megmaradt, hogy Csupor erdélyi vajdaként a csúcsra ért. A szlavóniai nemességen belül nagy becsben részesült; Frangepán Borbála személyes levélváltás során ígérte meg a konfliktus elsimítását, és levelében Hermanfi Lászlót tiszteletreméltó barátjának titulálta, vitathatatlan tekintélyről árulkodik. Láttuk, hogy Maróti Mátyussal Hermanfi László a legjobb viszonyt ápolta, olyannyira, hogy még Orbonát is magának adományoztatta, és bár az alsólendvai Bánffyakkal szemben alulmaradt az uradalomért folyó harcban, azért Bánffy Miklóst is sikerült leköteleznie.
1478. szeptember végén Újlaki Lőrinc herceg vonult Horvátországból hazatérő nővére, Katalin fogadására, és visszatérőben mintegy kétszáz lovasukkal éppen Hermanfi László úr mezővárosában, a Pozsega vármegyei Kristallócon szálltak meg; itt aztán fizetés nélkül jól tartottak embereket és állatokat egyaránt. Hermanfi László jogtudása híres volt az akkori szlavóniai társadalomban. Jól látható a tizenegy döntőbíráskodás alapján, amelyben része volt, hogy mindenekelőtt Hermanfi Lászlónak páratlan tekintélye lehetett, hogy a környékbeli birtokosok, annak ellenére, hogy jó néhány konfliktus állította szembe őket Hermanfival, megbíztak jogi tudásában és tapasztalatában. Az, hogy Koroknai János nádori és Hásságyi István országbírói ítélőmesterek társaságában immár a Kanizsaiak, vagy éppenséggel Hédervári tárnokmester ügyében járhatott el bíróként, szakértelmének kétségbevonhatatlan bizonyítéka.
Hermanfi László familiárisairól, a szó hagyományos értelmében, alig tudunk valamit, de ez aligha véletlen. Mivel nem viselt olyan hivatalt, amely nagyobb apparátus fenntartását tette volna szükségessé, akár katonai, akár igazgatási értelemben, nem is kényszerült nagyobb számú familiáris foglalkoztatására. Alább látni fogjuk, hogy vicebánként, helyesebben körösi ispánként, rendelkezett ugyan alispánnal, aki nyilván az ő familiárisa volt, de még a nevét sem ismerjük. Ugyancsak nem ismerjük a várnagyait sem, akik a kastélyai élén álltak.
Grebeni Hermanfi László közéleti tevékenységéről 1464-ből ismeretes az első adat. Ekkor Roskoványi Tamással együtt az egyforintos rendkívüli adó (contributio) behajtását végezte Zágráb megyében, mégpedig a király megbízásából (per regiam serenitatem constituti). A következő év májusában került sor Hermanfi László első ismert budai
útjára. Ekkor sógorával, Szentléleki Adeffy Miklóssal együtt a szlavón nemesség egyetemének nevében és személyében járult a király elé, kérve, hogy „a nemesek említett egyetemét" és az egész szlavón regnum-ot kegyeskedjék megerősíteni ősi szabadságaiban és jogaiban. E szabadságok döntően jogi jellegűek voltak; a legfontosabb, alább még tárgyalandó pontjuk a szlavón ítélőmester választására és az autentikus báni pecsét használatára vonatkozott. A követség idejében még Szapolyai Imre és Újlaki Miklós voltak a szlavóniai bánok.
Csak annyi bizonyos, hogy 1467-ben a nagy jövő előtt álló Csupor Miklós udvari lovaggal együtt kapott adományt Nagyszombatban, akiről tudható, hogy részt vett a kosztolányi hadjáratban. Ez alapján feltehető, hogy Hermanfi László is vitézkedett a csehek ellen. 1467. március 20-án Hermanfi Lászlót Laki Tuz János Budán szlavón vicebánjává nevezte ki. Az első vice-báni szolgálata Hermanfi Lászlónak 1467 ás 1470 között, majd ismét 1473 és 1475 között ezt a méltóságot töltötte be.
Hermanfi László 1472 első hónapjaiban ismét adószedőként tért vissza a „közéletbe". Két lányáról, Katalinról és Ilonáról maradt említés. Egyedül a második lánya Ilona ment férjhez; Hermanfi László veje, Batthyány Boldizsár először 1475-ben tűnik fel az udvarban aulicusként, és amikor másodszor találkozunk vele, immár apródként, szinte bizonyos, hogy már kapcsolatban áll Hermanfi Lászlóval. Batthyány Boldizsár Grebeni Ilonát, grebeni Hermanfi László és Raveni Anna lányát mindenesetre 1480. január 3-a előtt vette feleségül. Battyány pályája ettől kezdve meredeken ívelt fölfelé: ahhoz az udvari nemességhez tartozott, amelyen Mátyás magyar király kormányzata uralkodása második szakaszában nagyrészt nyugodott.
1485 novemberében László úr immár sokadszor utazott Budára, Gudovci Péter társaságában, de ezúttal minden korábbinál fontosabb oka volt a megjelenésre. Az év végén kezdődő országgyűlésen, amelynek dekrétumait 1486. január 25-én adták ki, került sor az egy évvel korábban elhunyt Ország Mihály nádor utódjának megválasztására. Az új nádor Szapolyai Imre lett, aki helyettesének éppen Hermanfi Lászlót nevezte ki. Szapolyai, mint láttuk, rövid bánsága idején biztosan megismerkedett Hermanfival, és később is találkozhattak Budán, mégsem valószínű, hogy alnádori kinevezésének ötlete tőle eredt.
A már szint ekét évig alnádorként szolgáló Hermanfi László 1488 őszén ismét Budára utazott, ahol bizonnyal megjelent az októberi országgyűlésen. Hogy a fővárosban töltötte-e a telet, vagy visszatért Szlavóniába, nem dönthető el, de az biztos, hogy a király jelenlétében tartott 1489 áprilisi országgyűlésen ismét jelen volt. Sőt, nem egyszerűen csak jelen volt, hanem a saját és a szlavón nemesek egyetemének nevében (in sua ac universorum nobilium regni Sclavonie nominibus et personis) képviselő volt. A nyár egy részét még a fővárosban töltötte, de az év végén már ismét otthon találjuk, ahol időközben fontos változások történtek: egyebek mellett a király kiostromoltatta a Zagorjei grófokat az ősi fészekből, Grebenből. A dolog, akárcsak Podjebrád Viktorin szlavóniai birtokvesztése, nyilván Corvin János zökkenőmentes utódlását volt hivatva előkészíteni, és ugyanezt a célt szolgálta a kipróbált Egervári László ismételt báni kinevezése. Egervári a király parancsára 1490 januárjának első napjaira gyűlést hirdetett a szlavón rendeknek Körösre. Itt több más politikai ügy tárgyalása mellett Körös és Zágráb megyék nemessége Hermanfi László alnádort és társait bízta meg, hogy Osvát püspökkel véglegesen megállapodjon a tizedek ügyében.
A Mátyás király halála ismét Budára szólította az alnádort. A Korvinnak hűségesküvel lekötelezett Battyányit már április 20-án a fővárosba hívta a herceg, és vele tartott apósa is. Április 28-án már Budán találjuk, és jó darabig ott is maradt. Itt egyezett meg a Lónyaiakkal, majd a Pestre összehívott királyválasztó országgyűlésen 1490. június 8-án Körös és Zágráb megyék képviseletében társaival együtt átíratta az országnagyokkal a januári dombrói megállapodást. Figyelemre méltó, hogy ezúttal nemcsak köznemes társait előzte meg a felsorolásban, hanem olyan személyeket is, mint Blagay Mihály gróf és Turóci György korábbi pohárnokmester.
A pályafutása és tekintélye csúcsán lévő Hermanfi Lászlónak ez lehetett az utolsó nyilvános fellépése. Az 1490. augusztus 13-ra meghirdetett körösi tartománygyűlésen, amelyet Egervári bán a farkashidai egyezmény nyomán hívott össze, már Palicsnai Miklós képviselte; Hermanfi László alighanem kristallóci fészkében pihent. Megtört testtel, de nyugodt lélekkel tekinthetett a jövőbe, hiszen vejénél, Battyány Boldizsárnál a legjobb kezekben tudhatta birtokait és politikai örökségét is.

## Házasságai és leszármazottjai

Raven Mihály szlavóniai ítélőmesternek a címere

Első felesége Raven Anna (fl. 1464), akinek az apja Raven Mihály (fl. 1421–1453), királyi ügyvivő, Cillei Hermann bán szlavóniai ítélőmestere, aki Zsigmond magyar királytól 1421. március 28-án a már nemes úr címeres-levelet szerzett. A második neje Hermanfi Lászlónak gordovai Fáncs Orsolya (fl. 1480–1505) asszony. Minden valószinűséggel az első nejétől Raven Annától született az alnádor két lánya:
- Katalin
- Ilona (fl. 1480–1505). Férje: németújvári Batthyány I. Boldizsár (fl. 1452–1520), alországbíró, szavóniai vicebán, a királyi tanács ülnöke, földbirtokos.[7]